# Mallophora leucotrichia
Mallophora leucotrichia là một loài ruồi trong họ Asilidae. Mallophora leucotrichia được Carrera & Andretta miêu tả năm 1953.